# 8206 Masayuki
A 8206 Masayuki (ideiglenes jelöléssel 1994 WK1) a Naprendszer kisbolygóövében található aszteroida. Kobajasi Takao fedezte fel 1994. november 27-én.